# Tark (ort i Iran, Östazarbaijan)
Tark (persiska: ترک) är en ort i Iran.   Den ligger i provinsen Östazarbaijan, i den nordvästra delen av landet, 400 km nordväst om huvudstaden Teheran. Tark ligger 1 536 meter över havet och antalet invånare är 2 406.
Terrängen runt Tark är huvudsakligen kuperad, men den allra närmaste omgivningen är platt. Runt Tark är det ganska glesbefolkat, med 40 invånare per kvadratkilometer. Tark är det största samhället i trakten. Trakten runt Tark består i huvudsak av gräsmarker.